# Greers Ferry
Greers Ferry è una città degli Stati Uniti d'America situata nello Stato dell'Arkansas, nella Contea di Cleburne.